# Pont de l'Erdre
Le pont de l'Erdre est un pont construit en 1991-1993 entre La Chapelle-sur-Erdre et le nord de Nantes. Il traverse l'Erdre et porte l'autoroute A11.
C'est un pont en dalle et poutre, à double poutre, de type viaduc autoroutier. L'architecte est Françoise Vié, qui a participé au chantier de l'autoroute A19 (Sens-Artenay). La dalle est en béton armé et les poutres en acier.

## Dimensions
- longueur totale 2 x 500 m
- longueurs des travées 50 m - 75 m - 95 m - 3 x 75 m - 55 m
- entraxe des poutres 5,75 m
- écartement entre les entretoises 6,80 m
- hauteur des poutres 3,00 m
- tablier  
  - largeur de la poutre 11,50 m
  - épaisseur de la dalle 0.35 - 0,22 m

Pour ce pont, 2 450 tonnes d'acier de construction ont été utilisées.
À noter que le caractère autoroutier de ce pont contraint les cyclistes et cyclomotoristes voulant aller de La Chapelle-sur-Erdre à Carquefou à effectuer un détour par le Pont de la Jonelière pour rallier les deux communes.